# دره‌کند، قبوستان
دره‌کند (به لاتین: Dərəkənd) یک منطقهٔ مسکونی در جمهوری آذربایجان است که در شهرستان قبوستان واقع شده‌است. دره‌کند ۳۷۸ نفر جمعیت دارد.